# Vông đồng
Vông đồng hay còn gọi mã đậu, bã đậu, ba đậu tây, ngô đồng (danh pháp hai phần: Hura crepitans) là một loài thực vật có hoa thuộc họ Đại kích (Euphorbiaceae), được Carl Linnaeus mô tả khoa học lần đầu năm 1753. Loài cây có nguyên xuất từ khu vực nhiệt đới thuộc châu Mỹ. Tên Ngô đồng là một tên gây nhầm lẫn và không nên dùng tên này, vì nó lấy tên sai từ dân gian đem vào sách gây nhầm lẫn với các loài ngô đồng chính thống (Firmiana sp.).

## Sinh học
Vông đồng là loài gỗ lớn thường xanh, có thể cao tới 30 m (100 ft). Cành cây thường to lớn, thuộc dạng thân hợp trục. Vỏ thân cành có màu vàng nâu với nhiều gai biểu bì. Lá đơn thường mọc cách vòng tập trung ở đầu cành. Cuống lá dài 4–20 cm, có hai tuyến nổi. Phiến lá hình trứng rộng có kích thước dài 2–29 cm, rộng 5–17 cm, đầu lá vuốt mũi nhọn, đuôi lá hình tim. Mạng gân lông chim với gân giữa nổi lên ở cả hai mặt của phiên lá, có 10-13 cặp gân phụ ở hai bên. Vông đồng là loài cây đơn tính cùng gốc. Các hoa màu đỏ không có cánh hoa. Hoa đực mọc thành chùm dài còn các hoa cái mọc đơn độc tại các nách lá. Quả hình cầu dẹt, thuộc dạng quả nang lớn, nổ to khi nứt. Khi chín, các quả nang có thể phóng hạt đi xa tới 100 m (328 ft). Cây có hoa vào tháng 4-5, quả vào tháng 8-9.

## Sinh thái
Loài cây ưa đất ẩm, màu mỡ, thoát nước tốt, đầy đủ nắng hay bóng râm một phần. Cây cũng thích nghi được với điều kiện khô hạn. Sinh trưởng nhanh nhưng Vông đồng dễ bị tổn thương do gió bão.
Trên thế giới cây được trồng rộng rãi ở các nước châu Á, châu Mỹ, châu Phi với các môi trường rừng nhiệt đới ẩm ven biển hoặc cũng có thể thấy xuất hiện ở các khu rừng nhiệt đới mưa mùa bán ngập.

## Sử dụng và độc tính
Nó hay được trồng để lấy bóng mát ven đường hoặc làm cây che bóng cho các loại cây trồng mục đích chính như ca cao hay va ni. Gỗ của vông đồng có thể dùng để đóng đồ gia dụng, thùng hộp, ván ép.
Tại một vài nơi ở vùng nhiệt đới châu Mỹ, các ngư dân dùng nhựa mủ màu trắng sữa hay màu vàng trong mờ, có tính kiềm từ vông đồng để làm thuốc cá hay để tẩm mũi tên độc. Nó có thể gây ra hiện tượng kích ứng ở da khi tiếp xúc trực tiếp, do chứa các protein độc là hurin và crepitin là các tác nhân gây phân bào có tơ bạch huyết. LD50 của hurin là 0,2 mg/kg tiêm ven. Diterpene daphnane 3 vòng, huratoxin (C34H48O8) từ nhựa mủ có độc tính đối với cá mạnh gấp 10 lần rotenon.
Kết quả phân tích phản dinh dưỡng chất của hạt vông đồng cho thấy trong 100 g hạt H. crepitans chứa khoảng 5,0 mg ancaloit, 5,0 mg tanin, 53 mg phytat, 1.890 mg glycoside tim mạch, 2,2 mg saponin, 328 IU vitamin A, 0,398 mg vitamin E, 0,26 mg vitamin K. Hoạt tính ức chế trypsin của nó khoảng 30 TIU/mg protein. Hạt H. crepitans rất giàu các protein thô (25%), dầu thực vật thô (51%) và năng lượng (2.622 kJ/100 g). Hạt H. crepitans cũng chứa 1,85 ppm Na, 3,4 ppm K, 0,088 ppm Ca và dấu vết của Mg, Fe, Zn. Dầu từ hạt H. crepitans chứa 20% axit oleic, 3% axit stearic còn axit linoleic ở mức thấp nhất (0,03%). Dầu Hura cũng có giá trị saponin hóa cao (127 mg/g) và giá trị axit thấp (3,56 mg/g). Các kết quả cũng chỉ ra rằng trọng lượng phân tử trung bình của các glyceride là cao hơn trong dầu, như được phản ánh theo giá trị este (123,6 mg/g). Giá trị iod của dầu Hura là 65,62%. Giá trị peroxide thấp (6,6 mg/g). Trong 100 g protein thì nhiều glutamat (14,41 g) nhưng ít cystein (0,78 g) và trong số các amino acid thiết yếu thì arginin nhiều nhất (5,97 g), tiếp theo là leucin (4,16 g). Vì thế, hạt H. crepitans là loại hạt có triển vọng về mặt dinh dưỡng, nhưng chưa được nghiên cứu đầy đủ.
Tuy nhiên, hạt của vông đồng có tính gây nôn và tẩy xổ mạnh do chứa hurin, một lectin thực vật (toxalbumin), có quan hệ với ricin và huratoxin, một este của diterpene daphnane, một chất kích ứng.
Hura crepitans cũng chứa một số chất hữu cơ thêm vào trong một vài dạng của loại đồ uống có tính gây ảo giác, được gọi là Ayahuasca, chất này sẽ gây chết người nếu không sử dụng đúng liều lượng và có chế độ ăn uống phù hợp.

## Hình ảnh

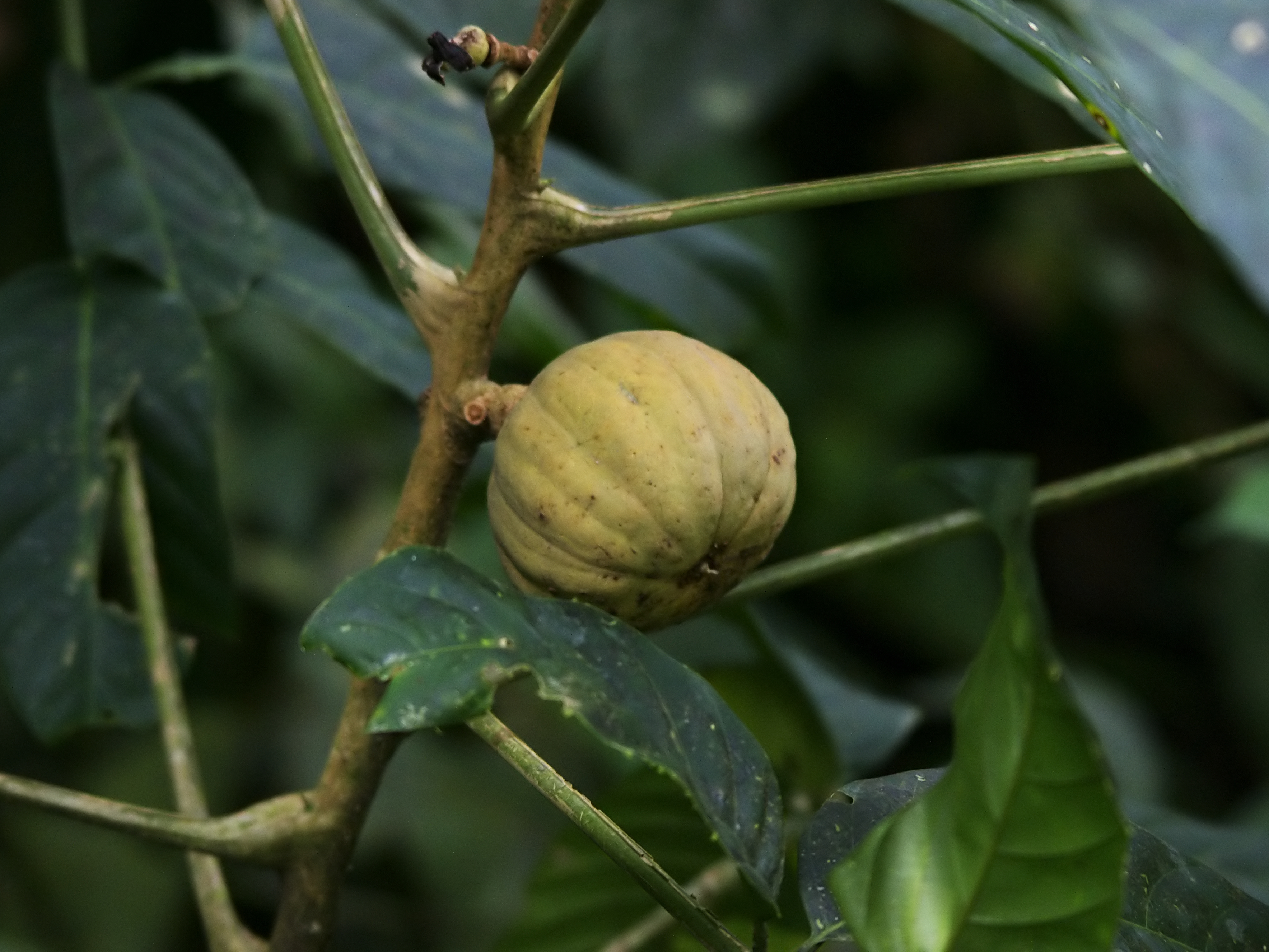
Quả hình cầu dẹt.
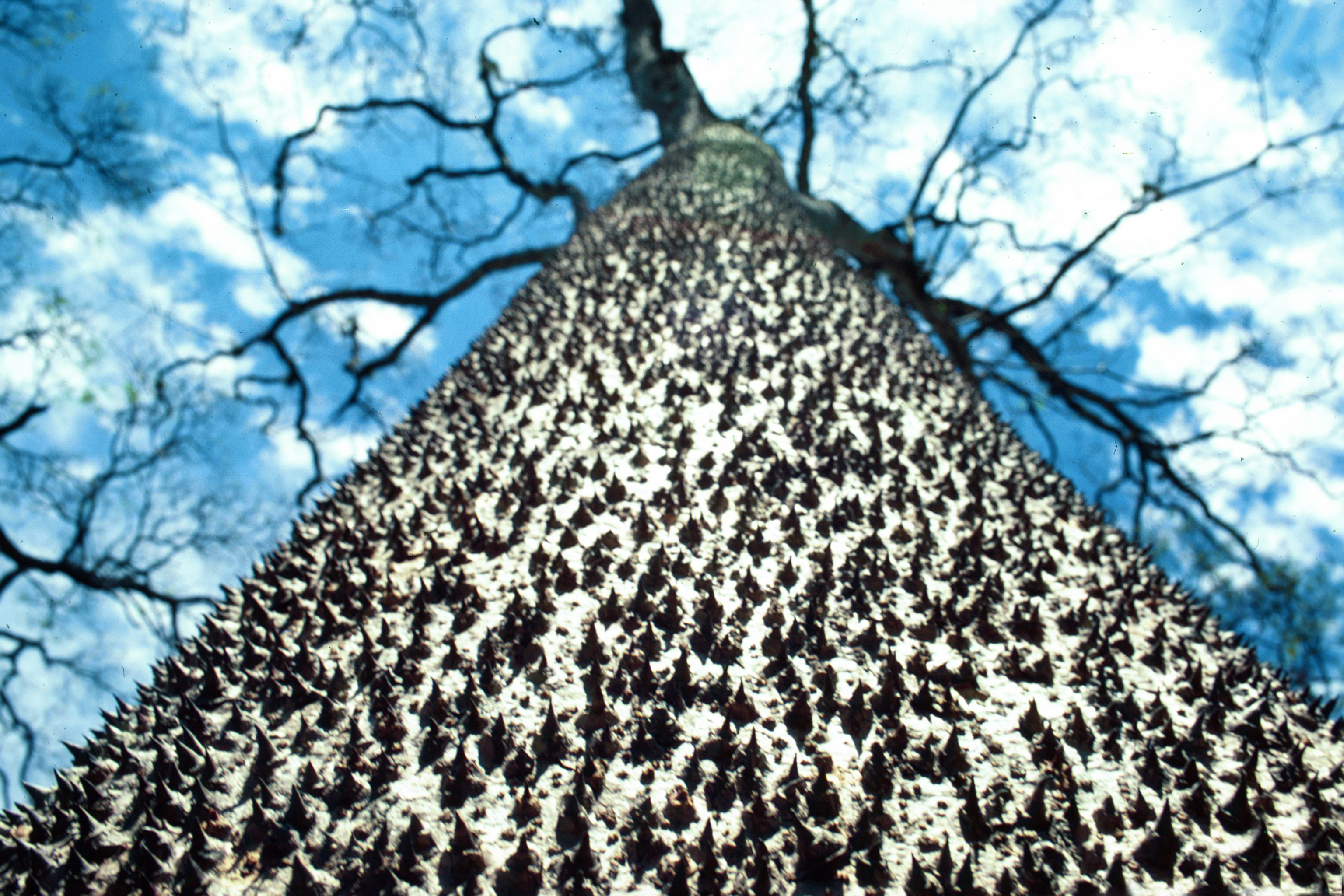
Vỏ thân cành có các gai biểu bì dày đặc.
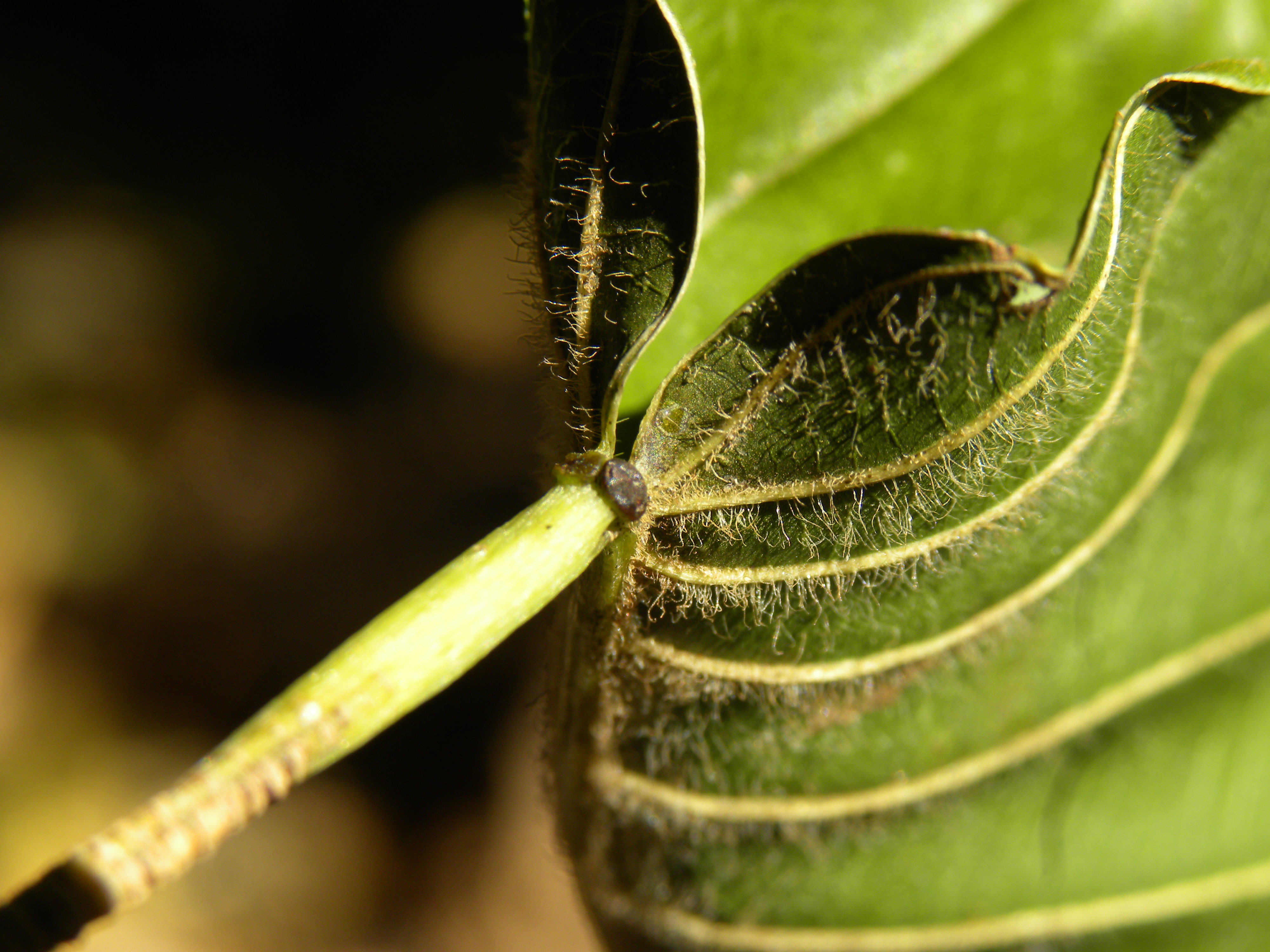
Đầu cuống lá có tuyến mắt cua dạng chậu.
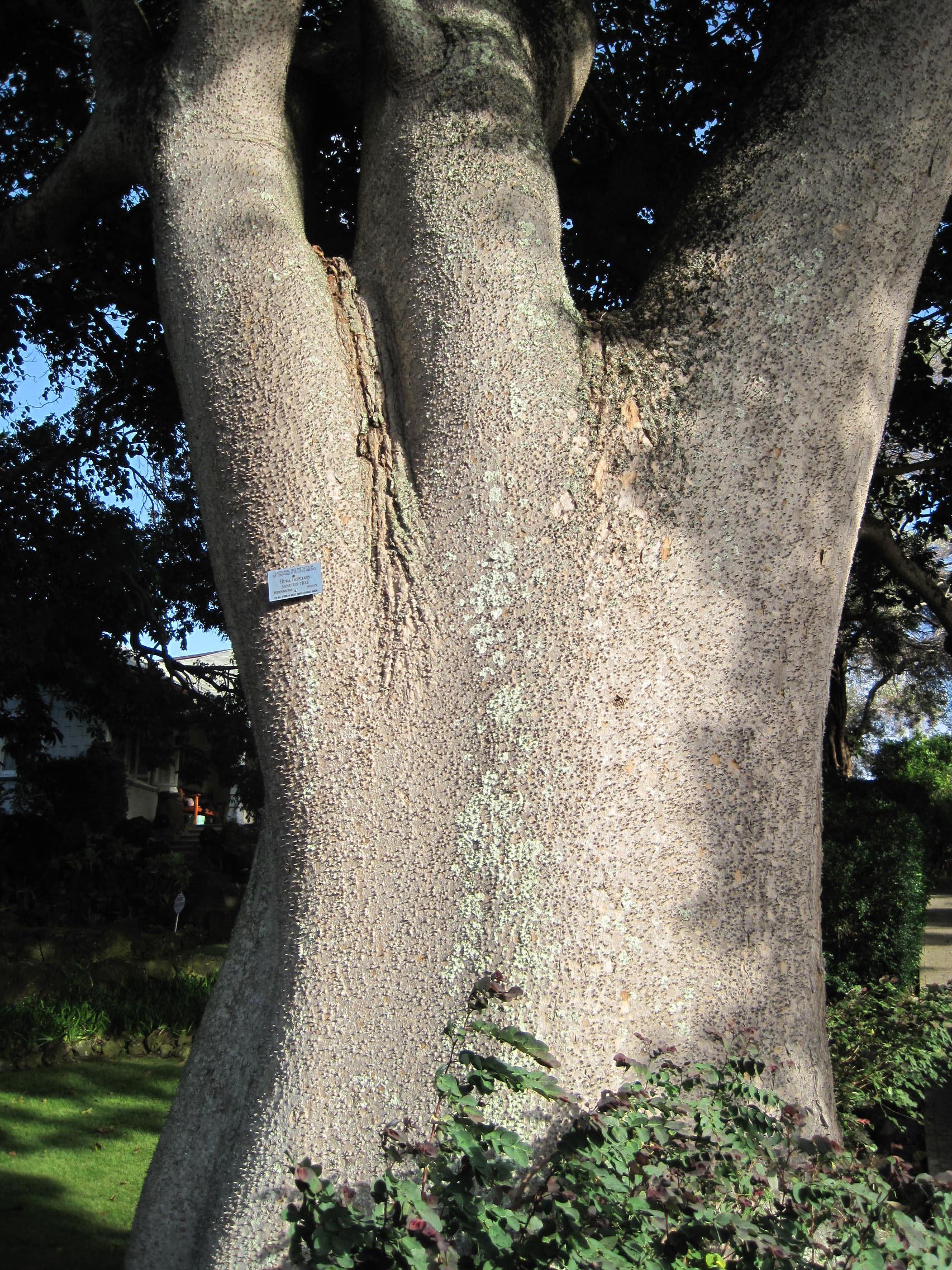
Thân cành dạng hợp trụ.